# 蠣崎義広
蠣崎 義広（かきざき よしひろ）は、戦国時代の武将。徳山館主。

## 生涯
文明11年（1479年）、蝦夷地南部に勢力を持つ蠣崎光広の子として誕生。
永正9年（1512年）、蝦夷地東部の村長であったショヤ（庶野）とコウジ（訇時）の兄弟が率いるアイヌ民族が蜂起し、数カ所の館を襲撃したショヤコウジ兄弟の戦いでは、上国守護職であった父・光広と共に撃退し、永正11年（1514年）にはアイヌ勢に落とされていた徳山館（松前大館）に入城した。
主君・安東尋季の裁定により家督相続前であったにもかかわらず、義広が上国松前両守護職に補任され、蝦夷地を訪れる和人の商船から運上を徴収することを認められた。運上の過半は安東氏に送られたものの、蠣崎氏が他の舘主層に優越する体制は、これにより固まった。なお、このアイヌ蜂起を光広による謀略とする説がある。
大永元年（1521年）、家督を継ぐが、それまで交易などで対立していたアイヌとの戦いに明け暮れる事になる。大永5年（1525年）、東西のアイヌが蜂起し、享禄元年（1528年）にも蜂起した。享禄2年（1529年）、義広は工藤祐兼・祐致兄弟に命じて西蝦夷（西部を支配したアイヌ）のタナサカシの本拠を攻撃したが敗北、祐兼は戦死した。逆にタナサカシに大館に隣接する勝山館を包囲され、義広は和議を申し出た。そして、賠償品を受け取りに来たタナサカシを弓で暗殺し、辛うじて勝利を収めた。
天文5年（1536年）、タナサカシの娘婿・タリコナが、妻（タナサカシの遺児）に促されて蜂起したが、またしても和議を偽り夫妻を誘い出し、酒宴の席で自ら夫妻を斬殺して切り抜けた。その後は道南における支配権の確立に努めた。
天文14年（1545年）、死去。享年67。家督は子・季広が継いだ。

## 系譜
- 父：蠣崎光広（1456-1518）
- 母：不詳
- 室：薦土季成娘
- 生母不明の子女
  - 男子：蠣崎季広（1507-1595）
  - 男子：蠣崎高広
  - 女子：厚谷季政室
  - 女子：明石季衡室